# کاروانسرای شاه‌عباسی (آهوان)
کاروانسرای شاه عباسی آهوان مربوط به دوره صفوی است و در ۳۶ کیلومتری سمنان، در مسیر جاده سمنان به دامغان واقع شده و این اثر در تاریخ ۵ اردیبهشت ۱۳۵۶ با شمارهٔ ثبت ۱۳۷۳ به‌عنوان یکی از آثار ملی ایران به ثبت رسیده‌است.

## ثبت در فهرست میراث جهانی
در ۲۶ شهریور ۱۴۰۲ در جریان چهل و پنجمین اجلاس کمیته میراث جهانی یونسکو در ریاض، دو کاروانسرای سنگی و آجری آهوان به‌همراه ۵۳ کاروانسرای تاریخی دیگر (جمعاً ۵۴ کاروانسرا در ۲۴ استان ایران) تحت عنوان کاروانسراهای ایرانی در فهرست میراث جهانی قرار گرفتند. این مجموعه جهانی به عنوان بیستمین و هفتمین اثر جهانی کشور ایران شناخته می‌شود.